# Keolis Grand Auch
 (janvier 2023).
Keolis Grand Auch est une filiale de Keolis qui gère le réseau urbain de bus de l'agglomération d'Auch depuis 1990. Celui-ci se nomme Alliance depuis le début. Le réseau dessert la Communauté d'agglomération Grand Auch Cœur de Gascogne.

## Organisation

### Autorité organisatrice
La Communauté d'agglomération Grand Auch Cœur de Gascogne est l’autorité organisatrice des transports urbains (AOTU) pour son territoire.
L'agglomération définit l'offre de transport (tracé des lignes, fréquence de passage...), la politique tarifaire, supporte les gros investissements, contrôle la gestion de l'exploitant et met aussi à disposition du délégataire le dépôt et les autobus.

### Exploitant
L'exploitation est confiée à Keolis Grand Auch, société filiale de Keolis. Keolis Auch est liée à l'agglomération par un contrat de délégation de service public renouvelé en 2021 pour une durée de huit années, jusqu'au 31 décembre 2030.
Keolis Grand Auch, assure la gestion du réseau et veille à son bon fonctionnement et met en œuvre tous les éléments susceptibles de contribuer au développement de l'utilisation des transports en commun : formation du personnel, démarche qualité, politique commerciale, études générales.
Dans le cadre de ce contrat, Keolis aura notamment pour mission :
- Augmenter la fréquentation du réseau de 17% et les recettes commerciales de 15%,
- Déployer un service de transport à la demande (TAD), afin de desservir les principaux centres d’intérêt de l’agglomération, dont les trois zones commerciales et d’activités, la gare SNCF, le centre-ville, le centre hospitalier ainsi que la zone d’activité aéronautique,
- Procéder, d’ici la fin du nouveau contrat, à la conversion d’une navette gratuite de centre-ville en un véhicule à faible émission carbone, grâce à un système fonctionnant à l’hydrogène.

Logo de 2001 à 2017

### Intercommunalité
Toutes les communes de la Communauté d'agglomération Grand Auch Cœur de Gascogne sont desservies soit par le bus, transport à la demande ou le service PMR.

## Lignes du réseau
Le réseau nommé Alliance Bus, entré en service en 1990.

### Sous-traitance
L'ensemble des lignes est exploité par Keolis Grand Auch,

## Parc de véhicules
En novembre 2024, le parc d'autobus du réseau Alliance Bus est composé de 18 véhicules dont 1 bus standards, 8 midibus et 9 minibus. Au sein de cette flotte, les autres véhicules sont équipés de moteurs Diesel.

### Bus standards
| Constructeur | Modèle | Nombre | Numéros de parc | Période de mise en service | Affectation | Observation |
| ------------ | ------ | ------ | --------------- | -------------------------- | ----------- | ----------- |
| Heuliez Bus  | GX 327 | 1      | 129177          | Décembre 2012              | A           | –           |

### Midibus
| Constructeur | Modèle | Nombre | Numéros de parc                              | Période de mise en service         | Affectation | Observation |
| ------------ | ------ | ------ | -------------------------------------------- | ---------------------------------- | ----------- | ----------- |
| Heuliez Bus  | GX 127 | 6      | 077059, 097034, 107032-107033, 127020-127021 | Entre juillet 2007 à novembre 2012 | A B C D E F | –           |
| Heuliez Bus  | GX 137 | 2      | 177026-177027                                | Juin 2017                          | A B C D E F | –           |

### Minibus
| Constructeur  | Modèle         | Nombre | Numéros de parc | Période de mise en service | Affectation           | Observation |
| ------------- | -------------- | ------ | --------------- | -------------------------- | --------------------- | ----------- |
| Anadolu Isuzu | NovoCiti Life  | 2      | 217086-217087   | Décembre 2021              | F                     | –           |
| Citroën       | Jumper II TPMR | 1      | + 1 inconnu     | Avril 2014                 | Handi'Alliance        | –           |
| Dietrich      | City 21        | 1      | 122007          | Février 2012               | L'Auscitaine          | –           |
| Dietrich      | City 23        | 2      | 172030-172031   | Avril 2017                 | L'Auscitaine          | –           |
| Vehixel       | Cytios 20      | 1      | 082106          | Juin 2008                  | F                     | –           |
| Vehixel       | Cytios 30      | 1      | 072078          | Juin 2007                  | F                     | –           |
| Volkswagen    | Crafter        | 1      | + 1 inconnu     | Mai 2014                   | Alliance à la demande | –           |

### Dépôts
- Le dépôt de Keolis Grand Auch est situé dans la principauté, au 690 Rte de Pessan, 32000 Auch